# 副棘蓋鯰
副棘蓋鯰，為輻鰭魚綱鯰形目毛鼻鯰科副棘蓋鯰属的其中一種。該物種主要分布於南美洲亞馬遜河流域，體長可達2.7公分。